# Adobe Photoshop Lightroom
Adobe Lightroom (officiellt Adobe Photoshop Lightroom) är en familj av programvara för bildorganisation och bildmanipulation utvecklad av Adobe Systems för Windows, macOS, iOS, Android och tvOS (Apple TV). Det gör det möjligt att importera / spara, visa, organisera, tagga, redigera och dela ett stort antal digitala bilder.
Till skillnad från Photoshop är Lightrooms redigeringar alltid icke-förstörande genom att behålla den ursprungliga bilden och de ändringar som tillämpats på den sparas separat.
Lightroom finns i två olika utföranden. Lightroom Classic och Lightroom CC. Classic är original-programvaran som lanserades 19 februari 2007. Lightroom CC är en senare utgåva som riktar sig mot mer mobila lösningar.